# San Ramón (Entre Ríos)
San Ramón é uma junta de governo da província de Entre Ríos, na Argentina.